# Onychostoma meridionale
Onychostoma meridionale är en fiskart som beskrevs av Kottelat, 1998. Onychostoma meridionale ingår i släktet Onychostoma och familjen karpfiskar. IUCN kategoriserar arten globalt som livskraftig. Inga underarter finns listade i Catalogue of Life.